# Saussurea pseudoblanda
Saussurea pseudoblanda là một loài thực vật có hoa trong họ Cúc. Loài này được Lipsch. ex Filat miêu tả khoa học đầu tiên năm 1966.